# 埃皮耶 (厄尔省)
埃皮耶（法語：Épieds，法語發音：[epje] ⓘ）是法国厄尔省的一个市镇，属于埃夫勒区。

## 地理
埃皮耶（48°56'6"N, 1°23'57"E）面积4.87 平方千米，位于法国诺曼底大区厄尔省，该省份为法国北部内陆省份，北起滨海塞纳省，西接奧恩省和卡爾瓦多斯省，南至厄尔-卢瓦省，东临瓦兹省、瓦兹河谷省和伊夫林省。
与埃皮耶接壤的市镇（或旧市镇、城区）包括：拉布瓦西耶尔、拉库蒂尔-布塞、默雷、讷伊。

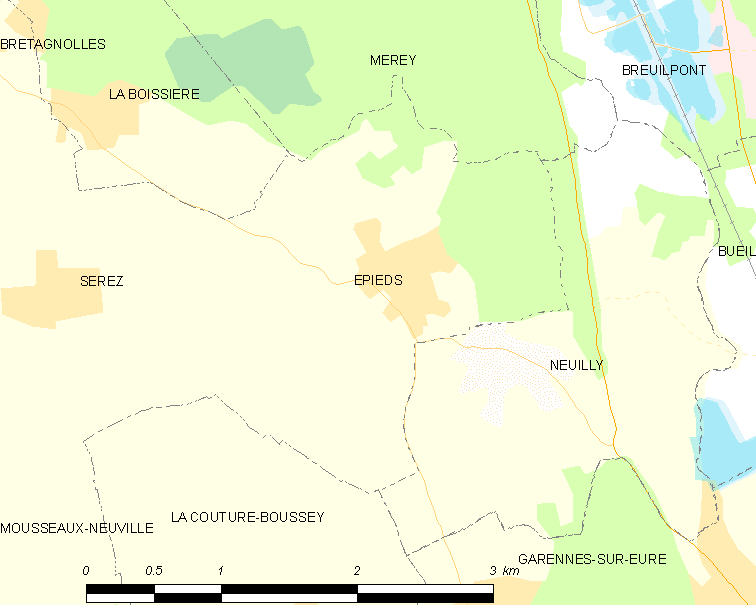
的OSM定位图

埃皮耶的时区为UTC+01:00、UTC+02:00（夏令时）。

## 行政
埃皮耶的邮政编码为27730，INSEE市镇编码为27220。

## 政治
埃皮耶所属的省级选区为圣安德烈德勒尔县。

## 人口

1962-2008年间人口变化图示

埃皮耶于2022年1月1日时的人口数量为353人。